# Scacco matto (film 1994)
Scacco matto (Uncovered) è un film del 1994 diretto da Jim McBride.
Il soggetto è tratto dal romanzo La tavola fiamminga (La tabla de Flandes) di Arturo Pérez-Reverte.
Si tratta del primo ruolo da protagonista per Kate Beckinsale. 

## Trama
Nella vivace e artisticamente vibrante Barcellona, la giovane restauratrice Julia Darrow riceve l’incarico di riportare alla luce un’antica tavola fiamminga del XV secolo, "La partita a scacchi", appartenente da secoli alla stessa famiglia nobiliare. Durante il suo lavoro, Julia scopre, sotto uno strato di vernice sovrapposto nel tempo, un’inquietante iscrizione in latino: “Quis necavit equitem”, che può essere tradotta sia come Chi ha ucciso il cavaliere? sia come Chi ha catturato il cavallo?, un possibile doppio senso scacchistico e omicida. Affascinata e inquieta, Julia si convince che dietro quell’immagine si celi un autentico mistero irrisolto, risalente a oltre cinquecento anni prima. Nella scena raffigurata si vedono due nobili – uno dei quali un giovane cavaliere – intenti in una partita di scacchi, osservati da una donna vestita di nero, apparentemente intenta nella lettura. Indagando, Julia scopre che i tre personaggi raffigurati non sono frutto di fantasia, ma ritratti di figure storiche realmente esistite: il cavaliere francese Roger d’Arras, il Duca Ferdinand e sua moglie Beatrix. Roger fu assassinato in circostanze mai chiarite. Per cercare di risolvere l’enigma, Julia coinvolge diverse persone a lei vicine: il colto e protettivo patrigno Cesar, il suo ex compagno Alvaro, esperto d’arte, e Domenec, un giovane e brillante scacchista gitano. Quest’ultimo propone di ricostruire la partita raffigurata nel dipinto, giocandola all’indietro per dedurre la dinamica del delitto originale. L’analisi strategica del gioco si rivela sorprendentemente efficace e apre nuove piste interpretative. Man mano che le indagini procedono, però, quello che sembrava solo un mistero storico inizia a proiettarsi nel presente. Alcuni conoscenti di Julia, coinvolti nel progetto, muoiono in circostanze sospette. La tensione cresce e Julia si rende conto che qualcuno è disposto a uccidere pur di tenere nascosta una verità rimasta sepolta per secoli. Con l’aiuto della tenace Menchu, della schiva Lola e del misterioso Max, Julia si addentra sempre più in una spirale di segreti, manipolazioni e pericoli che legano passato e presente, arte e crimine, logica e passione. Ma la verità, come una partita di scacchi giocata all’ultimo respiro, si rivela solo alla fine.

In una delle scene più note del film, Kate Beckinsale si sfila il reggiseno. Si tratta della sua prima scena di nudo in carriera.

## Distribuzione

### Data di uscita
- Francia: maggio 1994 (presentato al Cannes Film Market)
- Germania: 5 gennaio 1995
- Italia: 1995 (direttamente in tv)

### Titoli con cui è stato distribuito
- Geheimnisse: Germania
- Lóhalálában: Ungheria
- La tabla de Flandes: Spagna
- La tavola fiamminga, Scacco matto: Italia (titoli televisivi)
- Qui a tué le chevalier: Francia
- Thanasimi kinisi: Grecia